# 小川絵梨子
小川 絵梨子（おがわ えりこ、1978年10月2日 - ）は日本の演出家、翻訳家である。アメリカで演出を学んだ後、2010年に日本で『今は亡きヘンリー・モス』を演出し、注目されるようになった。翻訳ものを得意とする演出家である。2018年9月より新国立劇場の演劇部門芸術監督をつとめる。

## 略歴
1978年、東京都生まれ。子どもの頃から演劇に関心があり、バックステージものなどを好んでいた。初めて見た記憶にある演劇は美輪明宏の『黒蜥蜴』であるという。それ以外では子ども時代から宮崎駿やミヒャエル・エンデを愛好し、影響を受けたという。俳優になりたいと考えていたが、高校3年生の時に文化祭で演出を手がけたことにより、演出に関心が向くようになった。聖心女子学院初等科・中等科・高等科を経て、聖心女子大学文学部人間関係学科で心理学を学ぶ。大学卒業後、2001年にニューヨークのアクターズ・スタジオ大学院に留学して現地の劇団で活動をしていた。2004年にアクターズ・スタジオの大学院課程を卒業した。平成17年度文化庁新進芸術家海外派遣制度研修生に選ばれている。
2010年、アメリカより一時帰国し、『今は亡きヘンリー・モス』を翻訳・演出してから演劇界で注目されるようになった。本作の翻訳に対して小田島雄志・翻訳戯曲賞を贈られている。アメリカで教育を受けたフリーの演出家であり、これは学生演劇や劇団演出部出身の演出家が多い日本演劇界では珍しいキャリアの持ち主であった。『12人』『夜の来訪者』『プライド』の演出により、2012年に第19回読売演劇大賞杉村春子賞を受賞し、翌年には『ピローマン』『OPUS/作品』などを演出して紀伊国屋演劇賞と千田是也賞を受賞している。新人に与えられる杉村春子賞が演出家に与えられたのははじめてのことであった。2012年には自らシェイクスピアの台詞を訳した著書『シェイクスピア　愛の言葉』(ディスカヴァー・トゥエンティワン)を刊行している。2013年よりシアター風姿花伝のレジデント・アーティストをつとめる。重厚で明確なストーリーのある戯曲を得意としていたが、2013年の『OPUS/作品』ではコメディに、2014年の『星の数ホド』ではト書きがなく構造のはっきりしていない戯曲に挑戦した。
2018年9月より新国立劇場演劇部門の芸術監督となるのを控え、2016年から就任までの2年間、同部門の芸術参与をつとめた。既に芸術参与となる前から新国立劇場演劇研修所では講師をつとめ、役者養成に協力していた。本人は新国立劇場の芸術監督就任について、「演出家とは基本的には違う仕事」であるが共通点もあり、どちらも「作品や劇場を通して、社会にメッセージを伝え」る仕事であるとコメントしている。
2018年9月1日、新国立劇場演劇部門芸術監督に就任した。

## 作風と評価
2012年の読売演劇大賞ノミネート時には「正統、異端双方の芝居をこなせる力」、2014年の同賞ノミネート時には「微妙に人間関係の変化してゆく過程を克明に描写する力」、2015年の同賞ノミネート時には「感覚や雰囲気に流されることなく、非常に緻密でタフな演出を行った」ことが評価された。
上記の読売演劇大賞のノミネート選評でも触れられているように演出家としては精緻な作風であると言われている。扇田昭彦はその「リアルで精緻な舞台作り」を高く評価した。『今は亡きヘンリー・モス』で批評家の絶賛を受け、一躍演出家として注目された。多忙になったため、年4本もの芝居を演出するスケジュールに「中身がついていってない」と悩むこともあったという。しかしながら多忙になった後も『OPUS (オーパス)』では「繊細で感度の高い世界」、『RED』では「丁寧に戯曲の行間を掘り起こ」していると評された。
テンポ感にも定評があり、『スポケーンの左手』では「原語での上演に近いテンポ」、『クリプトグラム』では難解な戯曲を演出するにあたり「スピードの緩急に力点を置いた」手法が評価された。
本人は俳優とよく話し合う舞台づくりを心がけていると述べている。事前に詳しい演出ノートを作ることはあまりせず、台本にメモをとる程度で俳優に自由に演技をしてもらいながら芝居を作るほうを好んでいるということである。『トップドッグ／アンダードッグ』では役者から「生々しい演技」を引き出したと称賛された。『星ノ数ホド』に主演した浦井健治は小川のアドバイスにより、事前に準備した演技のプランから離れてより即興的かつ自由に演劇ができるようになったと述べている。『RED』に主演した小栗旬は、最初は小川から「ヘタクソ」などと厳しいコメントを受けたものの、役者に対して詳細に解釈の説明を行い、理解を促してくれる演出家だとしてその助言を高く評価している。
2018年より新国立劇場演劇部門の芸術監督に就任するが、30代での就任は珍しく、日本演劇界においては「異例の抜擢」であると考えられている。新国立劇場には演劇部門の他、オペラ部門と舞踊部門があるが、小川絵梨子は全部門で史上最年少の芸術監督となる。
翻訳ものを得意とする演出家である。本人は単なる海外作品の紹介にとどまらず、「作品に表れる普遍性」や「人間の物語」を伝えることが目的だと述べている。戯曲翻訳家としても評価されており、翻訳のみを担当した『いま、ここにある武器』では「よく咀嚼された翻訳」を称賛された。「原文のリズム」を生かした翻訳を心がけているという。日本の戯曲もとりあげていないわけではなく、劇団イキウメに初の外部演出家として招聘された際には『ミッション』及び『暗いところからやってくる』を演出した。新国立劇場が30代の演出家に日本の戯曲をまかせるシリーズ企画「かさなる視点――日本戯曲の力――」では田中千禾夫『マリアの首――幻に長崎を想う曲――』を演出する。

## 主な舞台公演
- 2006年　飯島早苗、鈴木裕美『法王庁の避妊法』、演劇ユニットPlug-in、アイピット目白、演出[50]
- 2008年　『12人』、(P・ローズ『12人の怒れる男』翻案)、演劇ユニットPlug-in、脚色・翻訳・演出[50]
- 2009年　エドワード・オールビー『Zoo Story』、演劇ユニットPlug-in、下北沢・楽園 、翻訳・演出[50]
- 2009年　永井愛『僕の東京日記』、Artist★Artist (トップコート企画公演)、六行会ホール、演出[50]
- 2010年　ジョン・パトリック・シャンリィ『ダウト 疑いをめぐる寓話』、響人、千歳船橋APOCシアター、演出[38]
- 2010年　サム・シェパード『今は亡きヘンリー・モス』、CAT/J.クリップ、赤坂レッドシアター、演出・翻訳[51]
- 2010年　ライル・ケスラー『オーファンズ～孤児たち～』響人、ザムザ阿佐ヶ谷、演出[52]
- 2011年　アレクシ・ケイ・キャンベル『プライド』日暮里ｄ―倉庫、演出[10]
- 2011年　J・B・プリーストリー『夜の来訪者』、響人、翻訳・演出[50]
- 2011年　『12人～奇跡の物語』(P・ローズ『12人の怒れる男』翻案)、オフィスコットーネ、スペース早稲田、脚色・翻訳・演出[53]
- 2011年　クワン・タワ『罠』国際演劇協会リーディング公演、演出[50]
- 2012年　前川知大『ミッション』、イキウメ、シアタートラム、演出[54]
- 2012年　前川知大『暗いところからやってくる』神奈川芸術劇場、演出[55]
- 2012年　アーサー・ミラー『橋からの眺め』、響人、中野BONBON、演出・翻訳[50]
- 2012年　スーザン・ロリ・パークス『トップドッグ／アンダードッグ』、シス・カンパニー、シアタートラム、演出[56]
- 2013年　マーティン・マクドナー『ピローマン』、名取事務所、下北沢「劇」小劇場、演出[57]
- 2013年　ハロルド・ピンター『帰郷―The Homecoming―』RunsFirst、シアター風姿花伝、演出・翻訳[58]
- 2013年   マイケル・ホリンガー『OPUS（オーパス）／作品』新国立劇場、演出[59]
- 2013年　デヴィッド・マメット『クリプトグラム』世田谷パブリックシアター、演出・翻訳[37]
- 2014年　マーティン・マクドナー『ロンサム・ウェスト』新国立劇場、演出・翻訳[31]
- 2014年　アラン・ベネット『ヒストリーボーイズ』世田谷パブリックシアター、演出[33]
- 2014年　ニック・ペイン『星ノ数ホド』新国立劇場、演出[60]
- 2014年　オーウェン・オニール、デイヴ・ジョーンズ『ロンドン版ショーシャンクの空に』(スティーヴン・キング原作)、シアタークリエ、翻訳[61]
- 2015年　アルフレッド・ジャリ『ユビュ王』TCアルププロジェクト、まつもと市民芸術館、上演台本[62]
- 2015年　テレンス・ラティガン『ウィンズロウ・ボーイ』新国立劇場、翻訳のみ[63]
- 2015年　長田育恵『夜想曲集』(カズオ・イシグロ原作)、天王洲銀河劇場、演出[64]
- 2015年　ジョン・ローガン『RED』新国立劇場、演出・翻訳[65]
- 2015年　マーティン・マクドナー『スポケーンの左手』シアタートラム、演出・翻訳[66]
- 2016年　マイケル・フレイン『コペンハーゲン』シアタートラム、演出[67]
- 2016年　ジョン・ペンホール『いま、ここにある武器』シアター風姿花伝、翻訳のみ[47]
- 2016年 リチャード・グリーンバーグ『テイク・ミー・アウト』DDD青山クロスシアター、翻訳のみ、2018年再演[68][69]
- 2017年　ヨハン・アウグスト・ストリンドベリ『令嬢ジュリー』『死の舞踏』シアターコクーン、演出・台本[70]
- 2017年　田中千禾夫『マリアの首――幻に長崎を想う曲――』新国立劇場、演出[44]
- 2017年 トム・ストッパード『ローゼンクランツとギルデンスターンは死んだ』世田谷パブリックシアター、演出・翻訳[71]
- 2017年 マーティン・マクドナー『ビューティ・クイーン・オブ・リーナン』シアター風姿花伝、演出・翻訳[72]
- 2018年 リサン・クロン、ジニーン・テソーリ『FUN HOME ファン・ホーム ある家族の悲喜劇』演出[73]
- 2018年 ジョージ・オーウェル原作、ロバート・アイク、ダンカン・マクミラン台本『1984年』演出[74]
- 2018年 マーティン・マクドナー『ハングマン』世田谷パブリックシアター、翻訳のみ[75]
- 2018年 ジャン＝ポール・サルトル『出口なし』新国立劇場、演出・上演台本[76]
- 2018年 デヴィッド・ヘアー『スカイライト』新国立劇場、演出のみ[77]
- 2019年 三島由紀夫『熱帯樹』世田谷パブリックシアター、演出のみ[78]
- 2019年 アントン・チェーホフ『かもめ』、翻訳のみ（トム・ストッパードによる英語台本が底本）[79]
- 2019年 マイク・バートレット『Wild』、演出のみ[80]
- 2020年 ヤスミナ・レザ『ART（英語版）』、演出のみ[81]
- 2021年 ジョン・パトリック・シャンリィ『ダウト：疑いについての寓話』風姿花伝プロデュース公演・8、翻訳・演出[82]
- 2022年 ジェレミー・O・ハリス『ダディ』、演出のみ [83]
- 2022年 トム・ストッパード『レオポルトシュタット』、演出のみ[84]
- 2022年 ハロルド・ピンター『管理人 / THE CARETAKER』、紀伊國屋ホール他、演出のみ[85]
- 2023年 マーシャ・ノーマン『おやすみ、お母さん』、シアター風姿花伝、演出・翻訳[86]

## 受賞
- 2010年：小田島雄志・翻訳戯曲賞（サム・シェパード作『今は亡きヘンリー・モス』）[9]
- 2011年：第19回読売演劇大賞杉村春子賞（『12人』『夜の来訪者』『プライド』）[15]
- 2013年：第48回紀伊国屋演劇賞個人賞（『ピローマン』及び『OPUS／作品』の演出）[16]
- 2014年：第16回千田是也賞（『ピローマン』、『帰郷―The Homecoming―』及び『OPUS／作品』の演出）[17]
- 2013年：第21回読売演劇大賞優秀演出家賞（『ピローマン』、『帰郷―The Homecoming―』）[87][88]
- 2014年：第22回読売演劇大賞優秀演出家賞[89]
- 2016年：第41回菊田一夫演劇賞[90]
- 2022年：第9回ハヤカワ「悲劇喜劇」賞（『ダウト：疑いについての寓話』の翻訳・演出）[91]

## 著書
- シェイクスピア『シェイクスピア：愛の言葉』小川絵梨子訳、ディスカヴァー・トゥエンティワン、2012年、ISBN 978-4-7993-1200-1。
- トム・ストッパード『ローゼンクランツとギルデンスターンは死んだ』小川絵梨子訳、ハヤカワ演劇文庫、2017年、ISBN 978-4-15-140042-1。